# József Gurovits
József Gurovits, född 23 november 1928 i Budapest, död 3 mars 2021, var en ungersk kanotist.
Gurovits blev olympisk bronsmedaljör i K-2 10000 meter vid sommarspelen 1952 i Helsingfors.